# Vince Foster

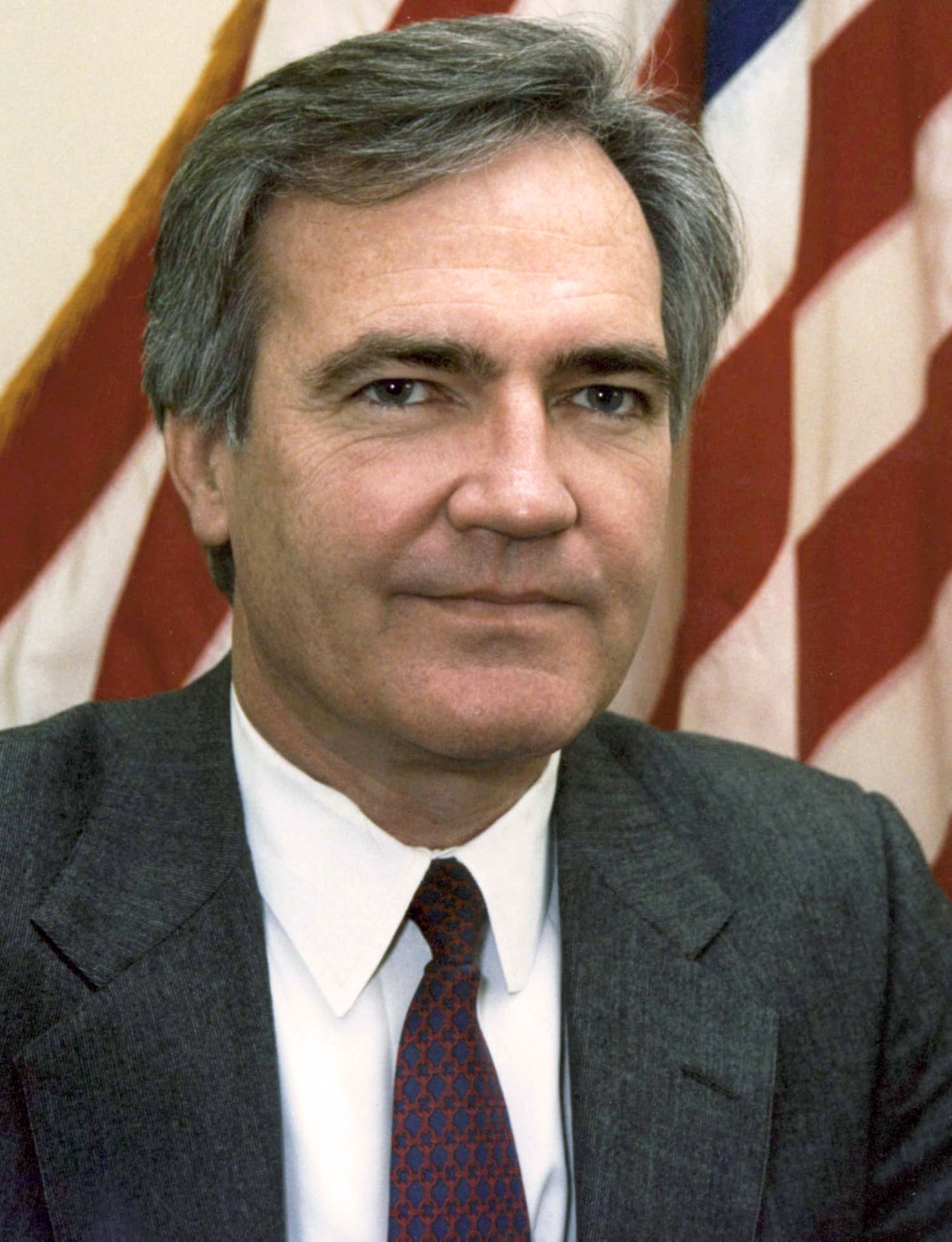
Vince Foster in 1993.

Vincent Walker (Vince) Foster jr. (Hope (Arkansas), 15 januari 1945 – Fairfax County (Virginia), 20 juli 1993) was juridisch adviseur in het Witte Huis gedurende de eerste paar maanden van het bewind van president Bill Clinton. Hij was ook een vennoot in het bedrijf en vriend van Hillary Clinton. In de zomer van 1993 pleegde hij zelfmoord door zich een kogel door het hoofd te schieten. Zijn dood werd door meerdere officiële onderzoeken inderdaad als zelfmoord gekwalificeerd, maar er zijn nog steeds mensen die hier geen geloof aan hechten. 